# Johnius
Johnius – rodzaj ryb z rodziny kulbinowatych (Sciaenidae).

## Klasyfikacja
Gatunki zaliczane do tego rodzaju:
| - Johnius amblycephalus - Johnius australis - Johnius belangerii - Johnius borneensis - Johnius cantori - Johnius carouna - Johnius carutta - Johnius coitor - Johnius distinctus - Johnius dorsalis - Johnius dussumieri - Johnius elongatus | - Johnius fasciatus - Johnius fuscolineatus - Johnius gangeticus - Johnius glaucus - Johnius goldmani - Johnius grypotus - Johnius heterolepis - Johnius hypostoma - Johnius laevis - Johnius latifrons - Johnius macropterus - Johnius macrorhynus | - Johnius majan - Johnius mannarensis - Johnius novaeguineae - Johnius novaehollandiae - Johnius pacificus - Johnius philippinus - Johnius plagiostoma - Johnius sina - Johnius taiwanensis - Johnius trachycephalus - Johnius trewavasae |